# 泽西方言文学

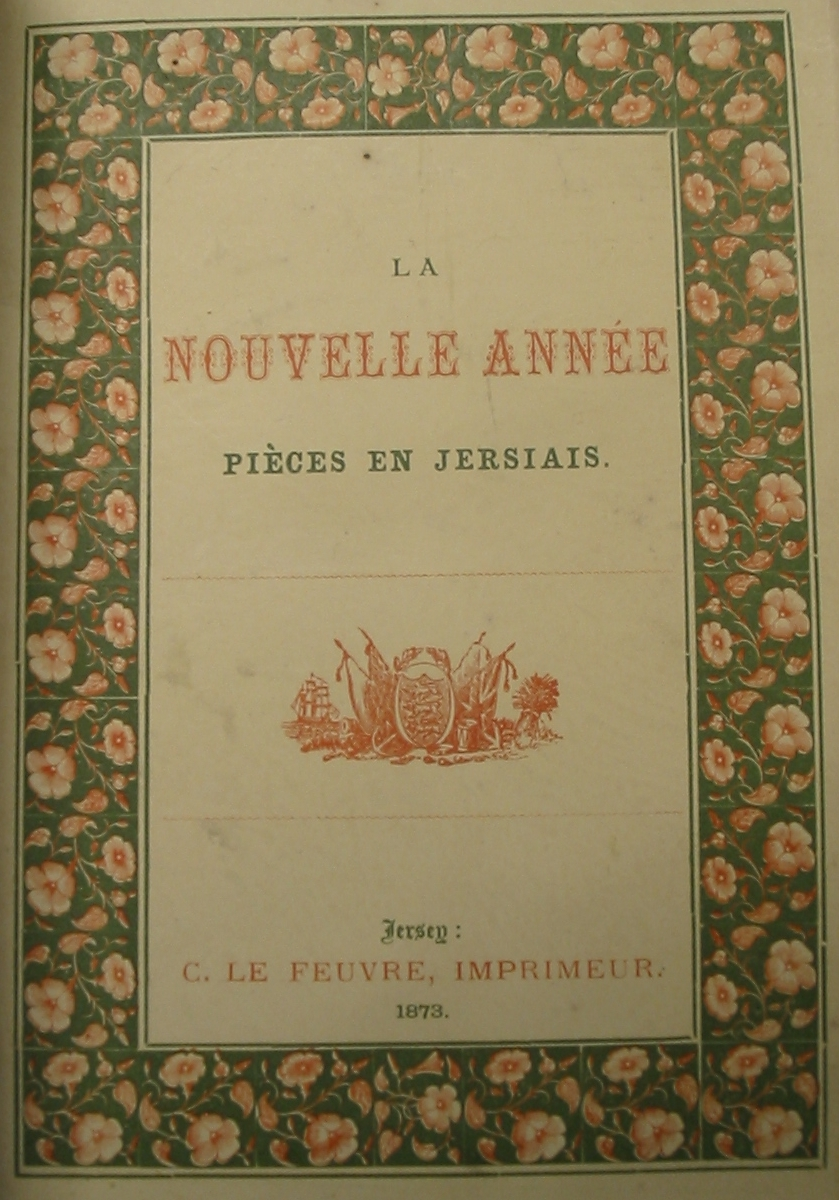
泽西方言文学中没有产生长篇小说，文献通常是通过报纸、年里和小册子发表，比如《La Nouvelle Année》

泽西方言是在海峡群岛泽西岛使用的一种诺曼语方言。它的文学传统可追溯至韦斯，一名12世纪的泽西诗人。不过，在泽西岛1780年引入了首部印刷机之前，存留下来的泽西方言文献很少。最初的泽西方言印刷品出现在18世纪末，可确定年代的最早的诗歌印刷品是马修·勒盖的诗歌片段。

## 19世纪
19世纪新闻业的发达为诗人和作家有规律的专栏上发文章提供了舞台，尤其是评论一周时事、政治活动、选举和名人讽刺小品。年历中会转载一年中受欢迎的诗歌和小故事，以及特别创作的内容。
1818年左右根西岛诗人乔治·梅蒂维耶（绰号根西的彭斯）创作的根西方言诗歌影响了泽西的类似的文学运动。罗伯特·彭斯的低地蘇格蘭語诗歌引发的广泛兴趣鼓励了海峡群岛的作家们积极创作母语文学。
马修·勒盖是首个以泽西方言发表诗歌印制品的诗人。他已知最早的诗歌作于1795年。他出生于圣赫利尔，曾居留于泽西岛的特里尼蒂。据推测勒盖可能受到鲁昂的诺曼语“普林”（purin）文学的影响。

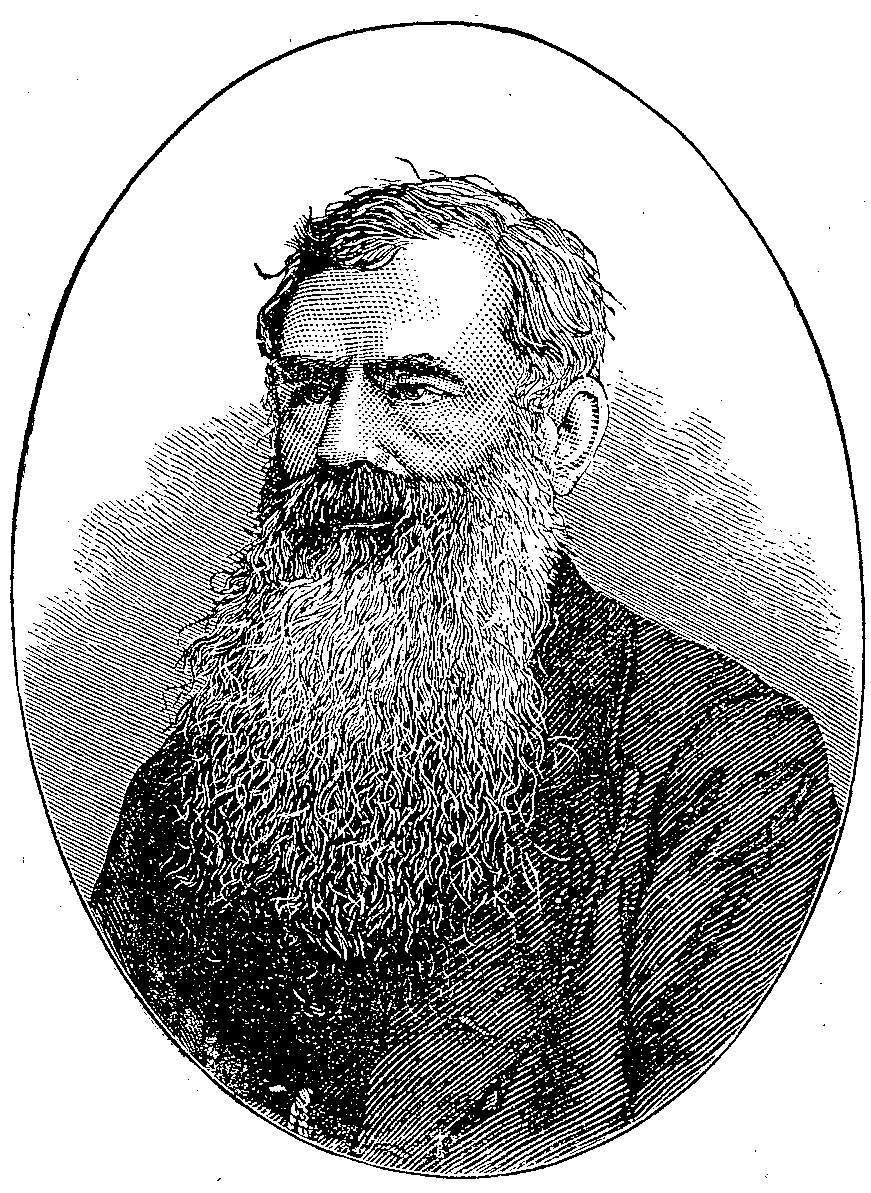
拉埃柳斯 - 罗伯特·皮彭·马雷特爵士

首部泽西方言诗歌选集《泽西方言诗歌精选》（Rimes Jersiaises）于1895年由亚伯拉罕·穆兰特出版。诗集中包括马修·勒盖、“拉埃柳斯”（Laelius，罗伯特·皮彭·马雷特爵士的笔名）和“L'Anmîn Flip”（菲利普·阿斯普莱）。拉埃柳斯与乔治·梅蒂维耶间的唱和文章中也包含了一些根西方言。这部选集风靡了诺曼底大陆。
罗伯特·皮彭·马雷特爵士的声望和影响同样帮助确立了已法语正寫法为规范的书写系统。这种书写规范化趋势也由临近的科唐坦以及诺曼底区域的初步诺曼语文学复兴所促进。那些地方的作家被泽西与根西的作家所鼓舞，开始创作出自己的文学作品。